# Marc Bielefeld
Marc Bielefeld (* 1966 in Genf) ist ein deutscher Journalist und Autor.

## Leben
Marc Bielefeld zog mit fünf Jahren nach Deutschland. Er wuchs in Hamburg auf. Bielefeld wurde untauglich gemustert und ging nach dem Abitur nach Paris, wo er ein halbes Jahr lang in einem Hotel als Tellerwäscher arbeitete. Zurück in Hamburg arbeitete er als Vertreter und Werbetexter. Bielefeld studierte anschließend Literatur und Linguistik an der Universität Hamburg und der Howard University in Washington, D.C. Dort studierte er als einziger Weißer an einer schwarzen Hochschule.
Seit 2005 hat Marc Bielefeld mehrere Bücher als Autor, Co-Autor und Ghostwriter veröffentlicht. 2005 schrieb er mit seinem Kollegen Rüdiger Barth das Buch Wilde Dichter – Die größten Abenteurer der Weltliteratur, in dem die Lebensgeschichten und Motivation der Autoren Herman Melville, Jack London, Stephen Crane, Joseph Conrad und Ernest Hemingway nachvollzogen werden. Marc Bielefeld lebte während mehrerer Jahre jeweils viele Monate auf seinem Segelboot und verfasste mehrere Bücher über seine Erfahrungen. Des Weiteren schrieb er als Co-Autor das Buch Ungebremst leben für die Berliner Unternehmerin und Rallye-Fahrerin Heidi Hetzer, die mit ihrem Oldtimer drei Jahre um die Erde fuhr. 2019 gründete Marc Bielefeld mit der Hamburger Artdirektorin Rike Sattler die Let’s sea GbR. Dort erschien im 2019 Der Untergang der Adelheid – eine deutsche Schiffstragödie und die Geschichte einer dramatischen Rettung. 2020 erschien von Verena und Achim Sam das Buch Der Krebs-Kompass mit Marc Bielefeld als Co-Autor. Die Hardcover- und Taschenbuch-Ausgaben des zusammen mit Diana Kinnert verfassten Bestsellers Die neue Einsamkeit wurden 2022 nach Plagiatsvorwürfen vom Verlag aus dem Verkauf genommen.
Marc Bielefeld lebt an der Elbe und schreibt als freier Autor unter anderem für Magazine und Zeitungen wie mare, Merian, National Geographic, Yacht und Die Zeit.

## Publikationen
- mit Rüdiger Barth: Wilde Dichter – Die größten Abenteurer der Weltliteratur. Malik, 2005. 2. Auflage: Piper, München 2008, ISBN 978-3-492-25173-0.hrend
- We spe@k Deutsch: … aber verstehen nur Bahnhof – Unterwegs im Dschungel unserer Sprache. Heyne, München 2008, ISBN 978-3-453-60085-0.
- Sturzflug mit Krokodil: Abenteuer zwischen Himmel, Hölle und sonstwo – Nachmachen erlaubt! Heyne, München 2011, ISBN 978-3-453-60165-9.
- Wer Meer hat, braucht weniger: Über den Rückzug auf ein altes Segelboot. Ludwig, München 2013, ISBN 978-3-453-28040-3.
- Gebrauchsanweisung fürs Segeln. Piper, München 2016, ISBN 978-3492276726
- Den Wind im Gepäck. Ludwig, München 2016, ISBN 978-3-453-28084-7
- mit Heidi Hetzer als Ghostwriter: Ungebremst leben. Ludwig, München 2018, ISBN 978-3453281134
- mit Verena und Achim Sam als Mitverfasser: Der Krebs-Kompass. C. Bertelsmann, München 2020, ISBN 978-3570104095.
- mit Diana Kinnert: Die neue Einsamkeit.  Hoffmann und Campe Verlag, Hamburg 2021, ISBN 978-3-455-01107-4.